# Parco nazionale Utrechtse Heuvelrug
Il parco nazionale Utrechtse Heuvelrug (in olandese: Nationaal Park Utrechtse Heuvelrug) è un parco nazionale situato nella provincia di Utrecht, nei Paesi Bassi.